# Dianne Bos
Dianne Bos (Hamilton, 1956) è una fotografa canadese.

## Biografia
Scarse sono le notizie sulla prima parte della vita di Bos. Dopo la sua nascita la famiglia si è trasferita nella vicina Dundas dove è cresciuta. Sappiamo che si è laureata in scultura alla Mount Allison University di Sackville e che ha vissuto e ha lavorato a Toronto prima di trasferirsi a Calgary nel 2001.
Inizia ad interessarsi di fotografia nel 1981, esponendo anche a livello internazionale. Il suo interesse si rivolge alla fotografia stenopeica (pinhole photography) costruendosi le sue fotocamere.
Per la serie Galaxies, Bos ha utilizzato diverse fonti di luce attraverso più fori stenopeici. La sua opera del 2001 M51 by Candlelight raffigura la Whirlpool Galaxy ed è inclusa nella Pinhole Resource Collection del New Mexico History Museum, donata da Eric Renner e Nancy Spencer nel 2013. Per realizzare la fotografia ha creato una fotocamera con una lastra di alluminio punteggiata da dozzine di fori di varie dimensioni.
Bos è stata presente alla prima grande mostra internazionale di Fotografia Stenopeica che si è tenuta in Europa presso il Santa Maria della Scala di Siena nel 2002, per la direzione di Alessandro Mlach e Mauro Tozzi, cui presero parte i fotografi maggiormente accreditati in quel momento come Thomas Bachler, Volkmar Herre, Nilufar Izadi, Jürgen Königs, Eric Renner, Nancy Spencer, Dominique Stroobant, Mieko Tadokoro, Ilan Wolff ed altri, con la prefazione di Omar Calabrese e Fabio Amodeo, a cura di Visionaria.
Ha frequentato un corso di fotografia con Dario Argento al Banff Centre for Arts and Creativity di Alberta nel 2005.
Nel 2013 la sua casa a Bowness, un borgo ormai inglobato in Calgary, è stata allagata dal fiume Bow perdendo la sua collezione di centinaia di fotografie stampate, di fotocamere autocostruite, la camera oscura ed il suo studio.
L'anno seguente si è recata in Francia e Belgio per fotografare i luoghi dove hanno combattuto le truoppe canadesi durante la Seconda guerra mondiale. Le fotografie stenopeiche sono state esposte nella personale dal titolo "The Sleeping Green: No Man's Land 100 Years Late" tenutasi alla Lethbridge Art Gallery di Alberta
Sue opere sono conservate presso il National Gallery of Canada. Vive tra Canada e Francia.

## Pubblicazioni
- Catherine Bédard, Josephine Mills (a cura di), Dianne Bos, The sleeping green : no man's land 100 years later, University of Lethbridge Art Gallery; Canadian Cultural Centre, Lethbridge, Alberta, Paris, 2017 - ISBN 978-1927770085